# تيرور سكواد
تيرور سكواد هي فرقة راب أمريكية مكونة من عدة مطربين أغلبهم من أصول لاتينية. 

تكونت هذه المجموعة في حي البرونكس في مدينة نيويورك سنة 1992 على يد المطربين فات جو وبيغ بون ثم انضم إليها لاحقا كل من المغنين ريمي ما، كوبان لينك، أرماجدون، دي جي خالد، بروسبكت، توني سانشاين وتريبل سيس.
بعد صعوبات كبيرة واجهت الفرقة في بدايتها وأبرزها فشل ألبومها الأول «ذا تيرور سكواد» ثم وفاة أحد مؤسسيها بيغ بون سنة 2000 وانشغال فات جو بمشواره الموسيقي الشخصي، عادت الفرقة بقوة سنة 2004 بألبومها «ذا ترو ستوري» الذي تضمن الأغنية الضاربة «لين باك» لتصبح بعدها الفرقة من أشهر الفرق في عالم الهيب هوب.

## روابط خارجية
- تيرور سكواد على موقع ميوزك برينز (الإنجليزية)
- تيرور سكواد على موقع أول ميوزيك (الإنجليزية)
- تيرور سكواد على موقع ديسكوغز (الإنجليزية)